# Lajos Kántor (filolog)
Lajos Kántor (n. 20 septembrie 1890, Dej – d. 19 aprilie 1966, Cluj) a fost un pedagog, filolog și autor de manuale maghiar din România. El este tatăl istoricului literar și publicistului Lajos Kántor.

## Biografie
După absolvirea gimnaziului în orașul natal (1910), a urmat studii la Colegiul Eötvös József din cadrul Universității din Budapesta, unde a obținut o diplomă de specializare ca profesor de limbile latină și greacă și de istorie antică (1914). A luptat în Primul Război Mondial și a fost luat prizonier, reîntorcându-se acasă abia în 1921. A lucrat ca profesor la Gimnaziul reformat de fete din Cluj (1922–1940), director al Liceului Pedagogic din Cluj (1940–1944), profesor la Colegiul Reformat din Cluj și la Institutul de formare a cadrelor didactice (1944–1951), apoi redactor la Academia Română pentru elaborarea dicționarului româno–maghiar (1951–1953) și corector la Editura Științifică (1953–1955).

## Activitate

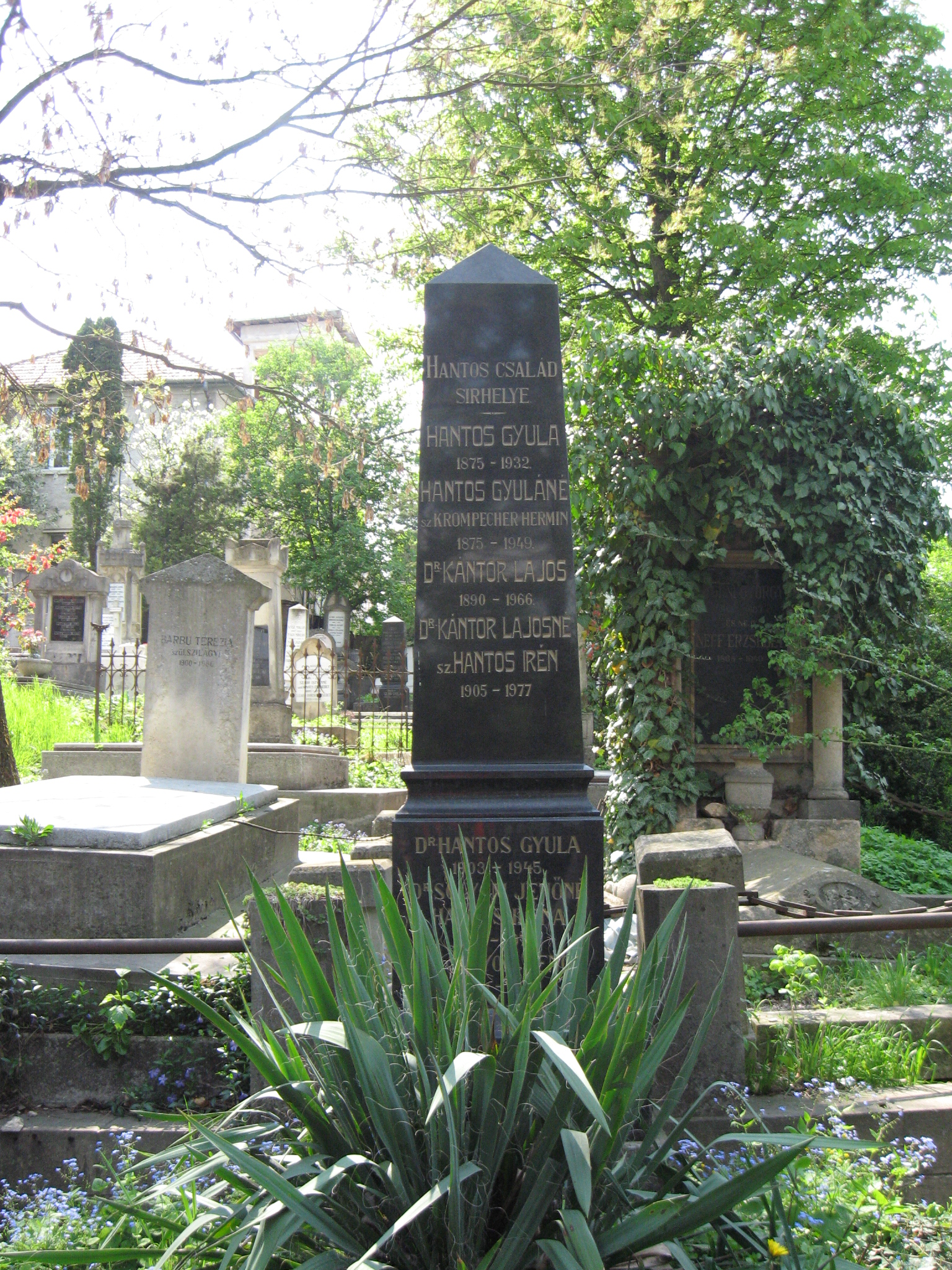
Mormântul său se află în Cimitirul Hajongard din Cluj.

A obținut titlul științific de doctor cu o teză despre naturalistul și filozoful grec Teofrast (Budapesta, 1914). A îndeplinit funcția de secretar al Muzeului Ardelean (1927-1941), implicându-se în viața științifică ardeleană. A scris studii despre nuvelistica lui Caragiale (Societatea de Mîine, 1927), despre corespondența lui Alexandru Odobescu (Erdélyi Irodalmi Szemle, 1929), despre activitatea Muzeului Ardelean (Erdélyi Magyar Évkönyv, 1918–1929, Cluj, 1930) și performanțele sale (Pásztortűz, nr. 8, 1936), despre moartea lui Stephan Ludwig Roth (Siebenbürgische Vierteljahresschrift, nr. 3–4, 1938) și despre educația cetățenească a lui Platon (EME, 1939). 
A publicat mai multe ediții ale manualelor de limba latină pentru clasele a III-a și a IV-a de liceu (1930, 1935, 1947). A editat revista Liceului Pedagogic din Cluj (1941–1944). A contribuit cu articole la Magyar Nép, Ellenzék, Újság, Erdélyi Iskola, Tanáregyesületi Közlöny, Református Szemle, Pásztortűz, Erdélyi Szemle, Keleti Újság etc.

## Scrieri
- Műkedvelők Színmű-tára (Magyar Nép Könyvtára 12–13, Cluj, 1925);
- Az Erdélyi Múzeum-Egyesület problémái (ETF 23, Cluj, 1930. O traducere în limbile română și franceză a fost publicată în Glasul Minorităților, Lugoj, nr. 6/1930);
- Hídvégi gróf Mikó Imre szózata 1856-ban az Erdélyi Múzeum és az Erdélyi Múzeum-Egyesület megalakítása érdekében (ETF 37, Cluj, 1931);
- Magyarok a román népköltészetben (ETF 53, Cluj, 1933);
- Kölcsönhatás a magyar és román népköltészetben (ETF 56, Cluj, 1933);
- Erdély a világháborút tükröző román irodalomban (ETF 66, Cluj, 1934);
- Czegei gróf Wass Ottilia, az Erdélyi Múzeum-Egyesület nagy jótevője (ETF 96, Cluj, 1938);
- Párhuzam az Erdélyi Múzeum-Egyesület és az ASTRA megalakulásában és korai működésében (ETF 116, Cluj, 1940).